# Arcidiocesi di Nicomedia
L'arcidiocesi di Nicomedia (in latino Archidioecesis Nicomediensis) è una sede soppressa e sede titolare della Chiesa cattolica.

## Storia
Nicomedia, corrispondente all'odierna città turca di İzmit, fu sede di una metropolia nella provincia romana di Bitinia e nel patriarcato di Costantinopoli.
In seguito alla conquista crociata di Costantinopoli (1204), la sede di Nicomedia fu per un certo periodo occupata da arcivescovi latini. Sono noti tre anonimi arcivescovi menzionati nelle lettere dei papi Innocenzo III e Onorio III. La sede latina ebbe termine con la riconquista bizantina della regione nel corso del XIII secolo.
Dal XIV secolo Nicomedia è annoverata tra le sedi arcivescovili titolari della Chiesa cattolica. Il primo titolare noto è il francescano Alberto, che nel 1348 fu nominato vescovo di Lesina in Puglia. La sede è vacante dal 30 aprile 1969: il suo ultimo titolare è stato Paolo Bertoli, diplomatico e nunzio apostolico.

## Cronotassi

### Arcivescovi
- Anonimo † (marzo 1208 - 1211 deceduto)
- S. † (26 luglio 1211 - dopo maggio 1218)
- Anonimo † (menzionato nel 1223)

### Arcivescovi titolari
- Alberto, O.F.M. † (? - 10 novembre 1348 nominato vescovo di Lesina)
- Giovanni † (14 giugno 1415 - ?)
- Stefano de Vaya † (1501 - ?)
- Ladislao Lovata † (4 ottobre 1504 - ?)
- Achazio de Haan † (14 luglio 1508 - ?)
- Antonio Vacca † (1511 - circa 1523 deceduto)[3]
- Guglielmo † (menzionato nel 1532)[4]
- Andrea Monti da Como, O.S.A. † (10 maggio 1549 - ?)
- Matteo Brumano, C.R.S.A. † (4 marzo 1587 - 13 novembre 1591 nominato vescovo di Melfi e Rapolla)
- Francesco Sadoleto † (4 dicembre 1591 - ?)
- Cristovão de Jesu Fonseca, O.SS.T. † (12 febbraio 1596 - ?)
- Antonio de Santi, O.S.A. † (28 novembre 1616 - ?)
- Pietro Alberini † (15 gennaio 1674 - 9 luglio 1679 deceduto)
- Lorenzo Corsini † (10 aprile 1690 - 25 giugno 1706 nominato cardinale presbitero di Santa Susanna, poi eletto papa con il nome di Clemente XII)
- Girolamo Mattei Orsini † (27 febbraio 1708 - 1º ottobre 1710 nominato arcivescovo di Nazareth)
- Tommaso Cervini † (3 febbraio 1721 - 27 marzo 1734 nominato patriarca di Gerusalemme)
- Luca Melchiore Tempi † (11 aprile 1736 - 21 luglio 1755 nominato cardinale presbitero dei Santi Quirico e Giulitta)
- Domenico Giordani † (4 agosto 1755 - 22 dicembre 1766 nominato patriarca di Antiochia)
- Salvatore Ventimiglia, C.O. † (16 dicembre 1773 - 8 aprile 1797 deceduto)
- Giovanni Francesco Cometti Rossi † (22 gennaio 1844 - 19 gennaio 1865 deceduto)
- Giuseppe Antonio (Leonardo di San Luigi) Mellano, O.C.D. † (14 giugno 1870 - 25 novembre 1886 nominato arcivescovo di Verapoly)
- Francesco di Paola Cassetta † (25 novembre 1887 - 29 novembre 1895 nominato patriarca di Antiochia)
- Carlo Caputo † (19 aprile 1897 - 27 settembre 1908 deceduto)
- Pietro Alfonso Jorio † (15 novembre 1908 - 15 novembre 1911 deceduto)
- Carlo Cremonesi † (29 dicembre 1921 - 19 dicembre 1935 nominato cardinale presbitero di San Lorenzo in Lucina)
- Giuseppe Migone † (19 dicembre 1935 - 1º gennaio 1951 deceduto)
- Francesco Carpino † (11 febbraio 1951 - 23 agosto 1951 succeduto arcivescovo di Monreale)
- Paolo Bertoli † (24 marzo 1952 - 30 aprile 1969 nominato cardinale diacono di San Girolamo della Carità)